# Tancrède de Bari
Tancrède de Bari (1119 - 1138) est un prince normand du royaume de Sicile, prince de Bari et de Tarente de 1132 à sa mort.
Second fils du roi Roger II de Sicile et d'Elvire de Castille, il est placé par son père à la tête de la principauté de Bari après la rébellion du lombard Grimoald Alferanites, gouverneur la principauté de 1119 à 1132.
En août 1135, Tancrède est fait chevalier avec son frère aîné Roger.
Il meurt prématurément à l'âge de 19 ans. Son frère cadet Guillaume hérite du titre de prince de Bari et de Tarente.